# Moravská vlajka (1500–1800)

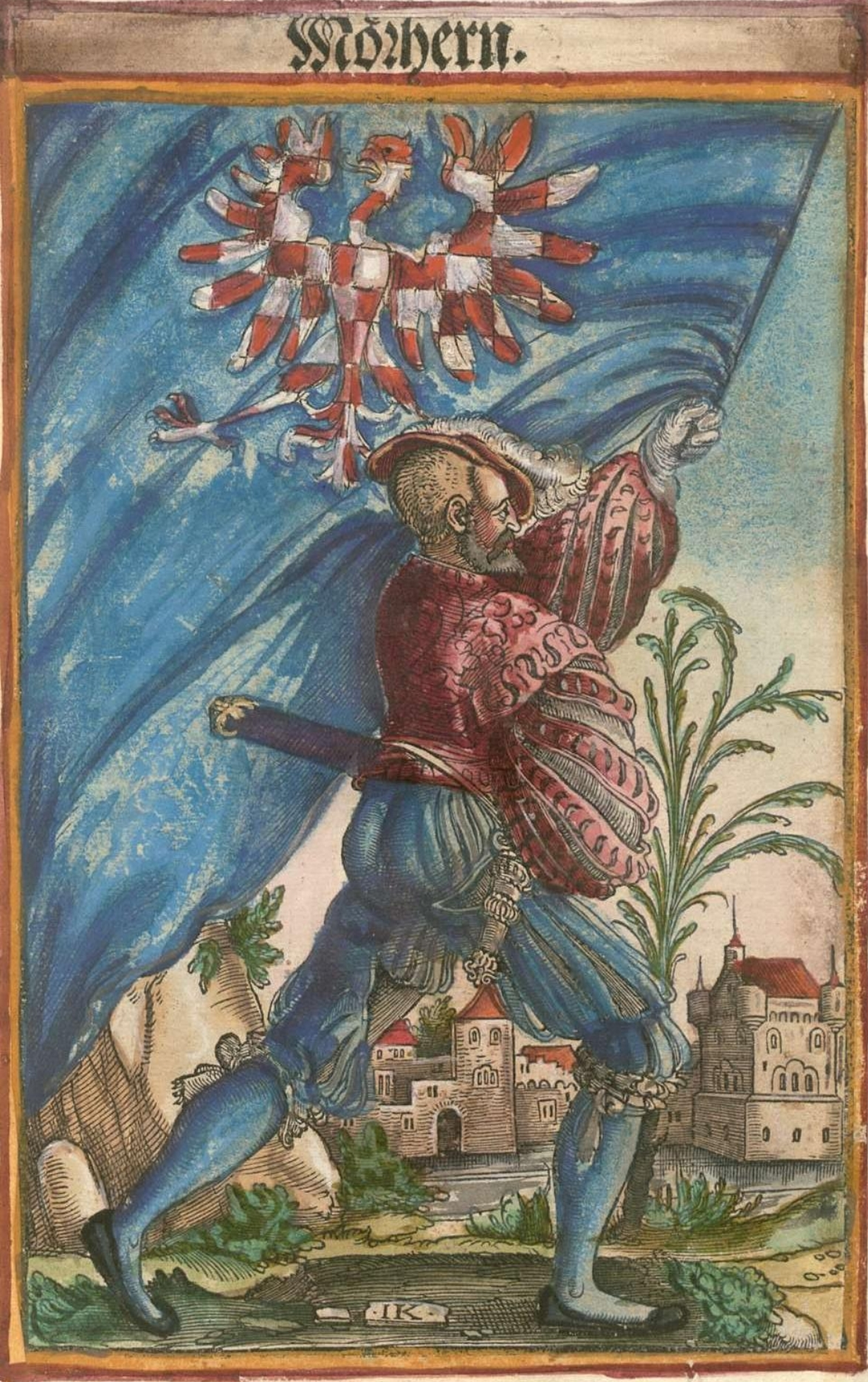
Vybarvený dřevořez Jacoba Kallenberga věnovaný Moravě.

Moravská vlajka byla používána i v době raného novověku. Její podoba po roce 1500 je zachycena na několika domácích a zahraničních vyobrazeních. Je na nich heraldický prapor s moravskou orlicí.

## Moravská vlajka v 16. století

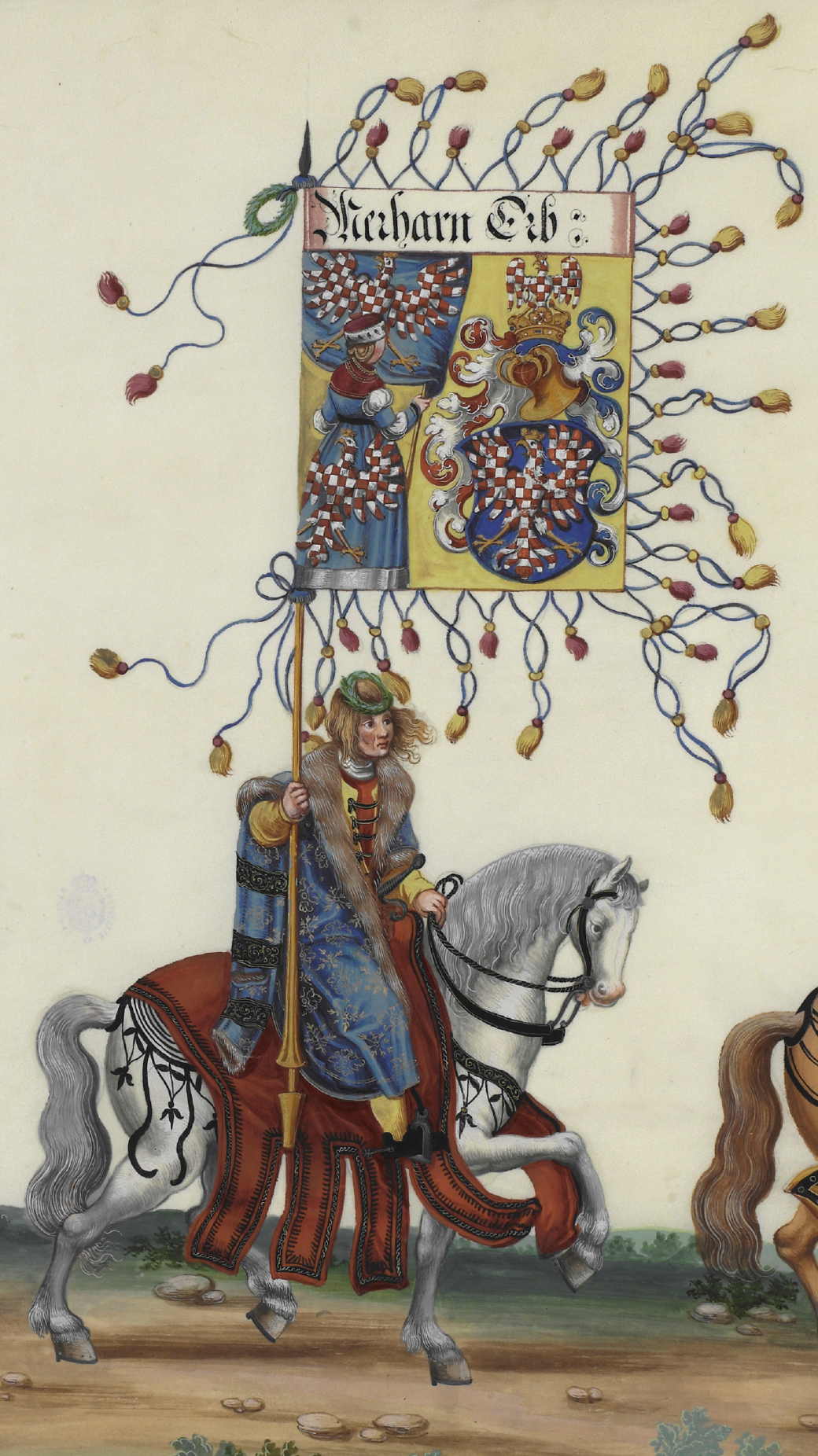
Jezdec držící prapor s úplným znakem Markrabství moravského a praporečnice a strážkyně štítku v tzv. Triumfálním pochodu císaře Maxmiliána I. Habsburského.

Jedním z dokladů je dílo nazvané Triumfální pochod císaře Maxmiliána I. Habsburského (Triumphzug Kaiser Maximilians), které kresebně vznikalo po roce 1512. Jeho myšlenka vychází z triumfálních pochodů římských císařů. Na listu s jezdcem držícím prapor s úplným znakem Moravského markrabství (markraběte) je praporečnice („markraběnka“) a strážkyně štítku oblečená v šatech v barvách znaku držící moravský prapor. Praporový list slouží jako nosné médium, na němž je vyobrazena alegorie země a zemský znak jak v přirozené podobě tak ve formě praporu. Podle kreseb byly v letech 1516–1519 v Augsburgu vyřezány tiskařské štočky. Vedle nich byla, patrně pro Maxmiliána I., zhotovena kolorovaná perokresba průvodu a pro španělský dvůr, zřejmě jako její kopie, ještě druhá kolorovaná kresba, v níž jsou i kresby chybějící v originálu a v prvním vydání triumfálního pochodu tiskem z roku 1526.
Moravské zemské vojsko bylo do pole posíláno pod praporem země. V roce 1529 byla na sněmu v Brně Morava rozdělena na čtyři kraje a pro každý kraj byl zhotoven jeden praporec. Bylo také nařízeno, aby byla zemská korouhev opatřena markrabským znakem. Pokud by došlo k bitvě, měla ji nést zvlášť k tomu vyvolená osoba.
Práce Jacoba Koebela Wapen des heyligen Römischen Reichs Teutscher nation (1545), vedle popisu moravského znaku poskytuje názornou ukázku, jak prapor držený praporečníkem vypadá. Autorem dřevořezu zachycujícího vlajku Moravy je švýcarský rytec Jacob Kallenberg tvořící v Bernu v letech asi 1535–1565. Je zde vidět prapor obdélníkového tvaru s moravskou orlicí, který byl určen k vybarvení podle klíče tvořícího součást práce. Dílo vyšlo tiskem u Cyriacuse Jacoba ve Frankfurtu nad Mohanem. Údaje k barevné skladbě znaku jsou uvedeny v rejstříku. Vybarvený Koebelův tisk se nachází v Bavorské státní knihovně.

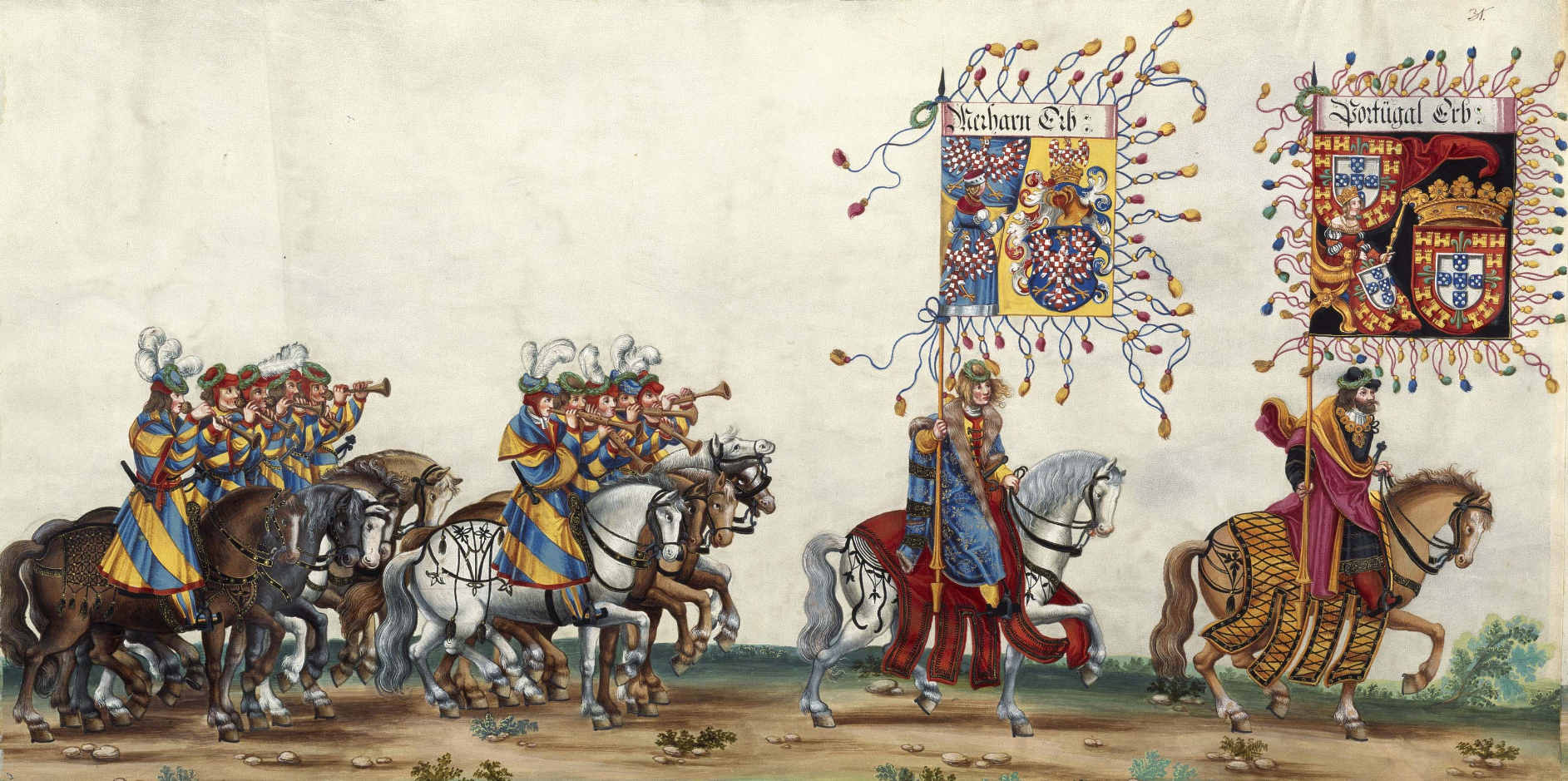
Prapor se znakem Markrabství moravského v tzv. Triumfálním pochodu císaře Maxmiliána I. Habsburského.
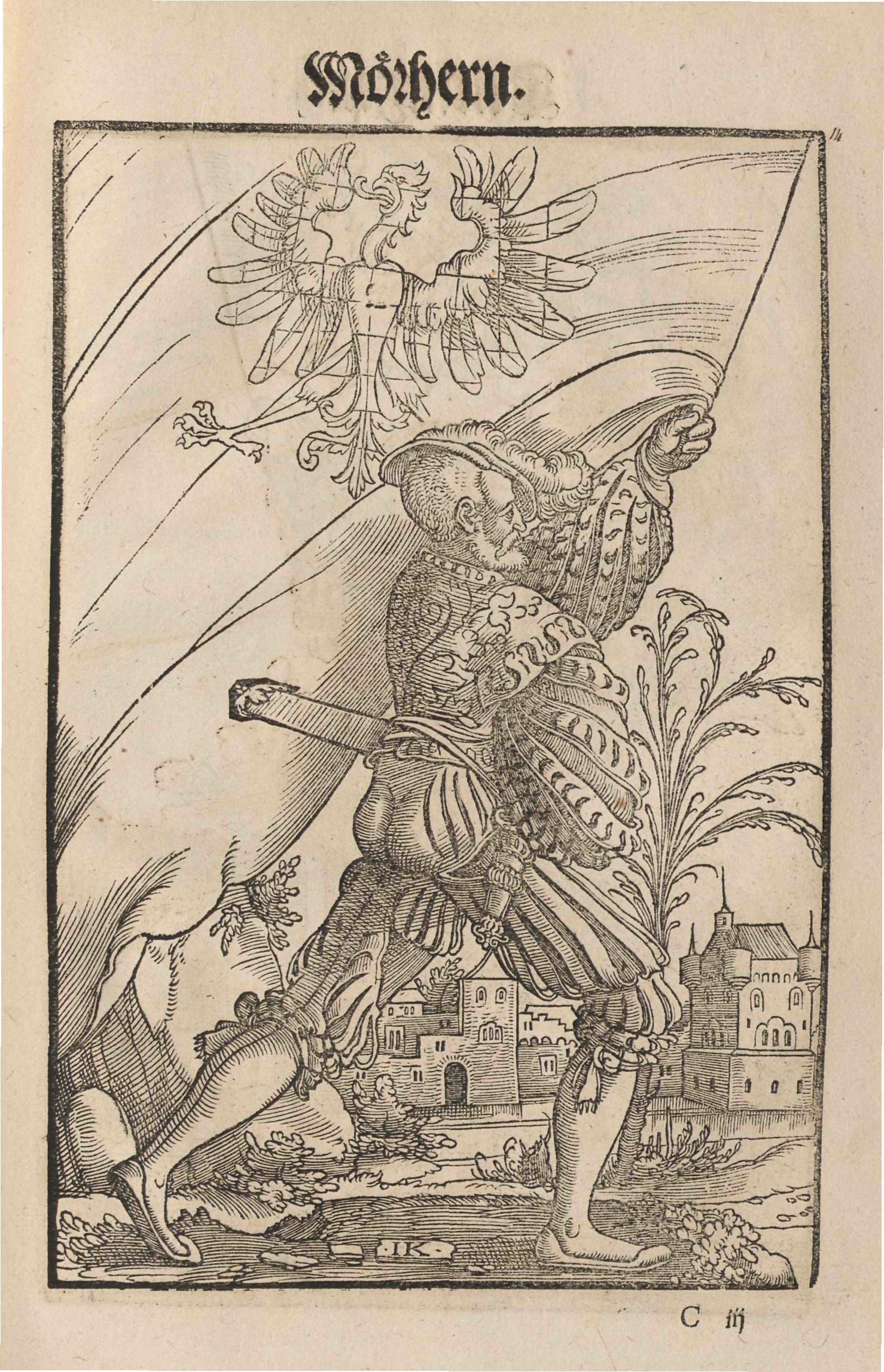
Nevybarvený dřevořez Jacoba Kallenberga věnovaný Moravě

## Moravská vlajka v 17. století
Moravský prapor a barvy jsou zmiňovány ve zprávě o holdování králi Matyáši II. Habsburskému v roce 1611. Tehdy se jednalo o modré prapory s moravskou orlicí a modrobílé prapory obdélníkového tvaru. Není uveden způsob dělení listu praporu, zda byl "obdélný" modrobílý prapor rozdělen vodorovně nebo svisle. Zapsané pořadí barev modrá-bílá jde proti logice, která říká, že barva štítu, který je modrý, má být důsledně dole. Tato historická vlajka Moravy tudíž mohla a měla být bílomodrá, nemáme však její dobovou kresbu.[zdroj⁠?!]
Při příjezdu krále Matyáše do Prahy za ním nejprve jela moravská jízda se dvěma modrými kornetami, na nichž byl moravský znak, potom byl nesen obdélný modrý a bílý praporec, a za tímto praporcem jely pod dvěma modrými kornetami se zemským znakem dva prapory jízdy. Podle jiné zprávy jela při této slavnosti část moravské jízdy pod pěti modrobílými praporci. Před korunovací Matyáš přesídlil na Hradčany. Celý dvůr vyjel ze Starého Města za doprovodu pánů a rytířů českého království, předních úředníků Moravského markrabství a Uherského království, vojska a jeho velitelů, trubačů, bubeníků a panošů s modrým praporcem, na němž byl namalován znak Markrabství moravského.

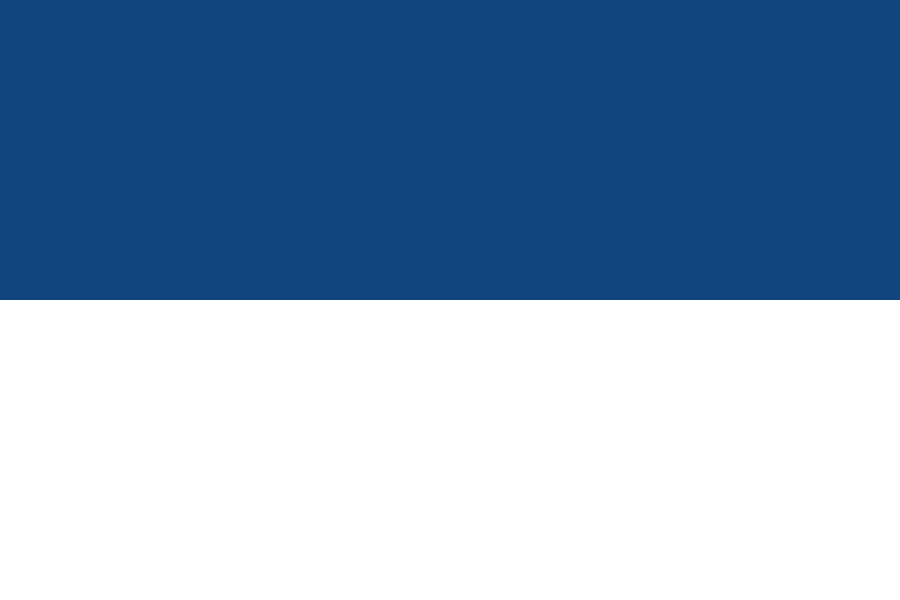
Modro-bílý historický prapor doložený ve zprávě z roku 1611
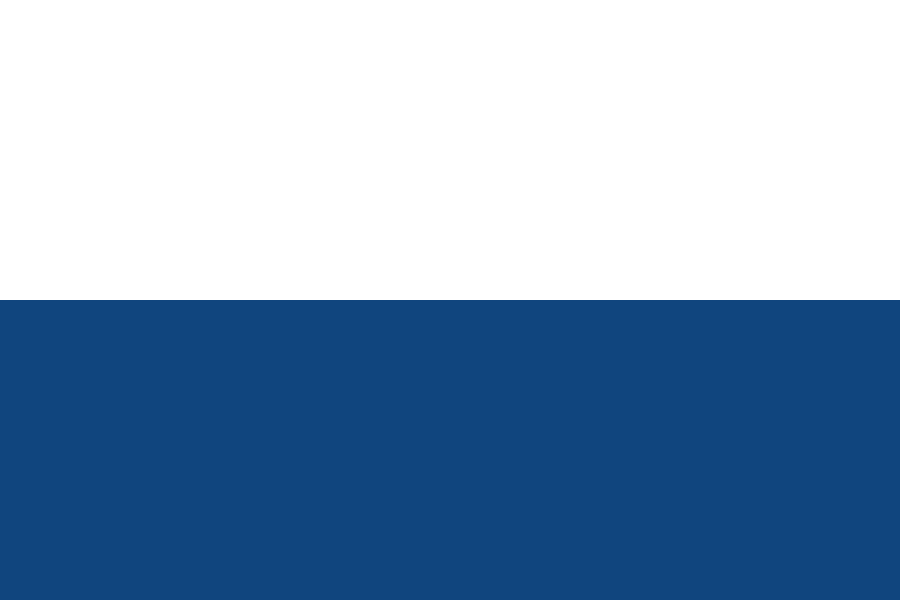
Bílo-modrý historický prapor doložený ve zprávě z roku 1611

Propagandistický leták vydaný v roce 1619 (před bitvou na Bílé hoře a porážkou povstání), na němž je mezi pěti vojenskými oddíly (společně s českým, slezským, lužickým a rakouským) zachyceno i moravské vojsko, vyjadřuje naději katolické strany v císařovo vítězství. Na praporu neseném praporečníkem je moravská orlice. Za povšimnutí stojí i další šachovaný prapor (nepochybně dle moravské orlice).

## Moravská vlajka v 18. století
V květnu 1745 bylo u sv. Tomáše v Brně slavnostně požehnáno deset praporů zemských milic, na nichž se v modrém poli nacházela moravská orlice se svatotomskou Madonou, ochránkyní celé země (Černá Madona, divotvůrkyně). Na praporu byl pak nápis „Sub tuum praesidium“ (pod tvou ochranou) a po straně obrazu, pod ním dole na orlici písmena M a T, což jsou iniciály Marie Terezie. Podle běžného uznávaného popisu orlice mohlo jít o orlici bíločerveně šachovanou. Prapor z modrého taftu mohl být v této době čtvercový.

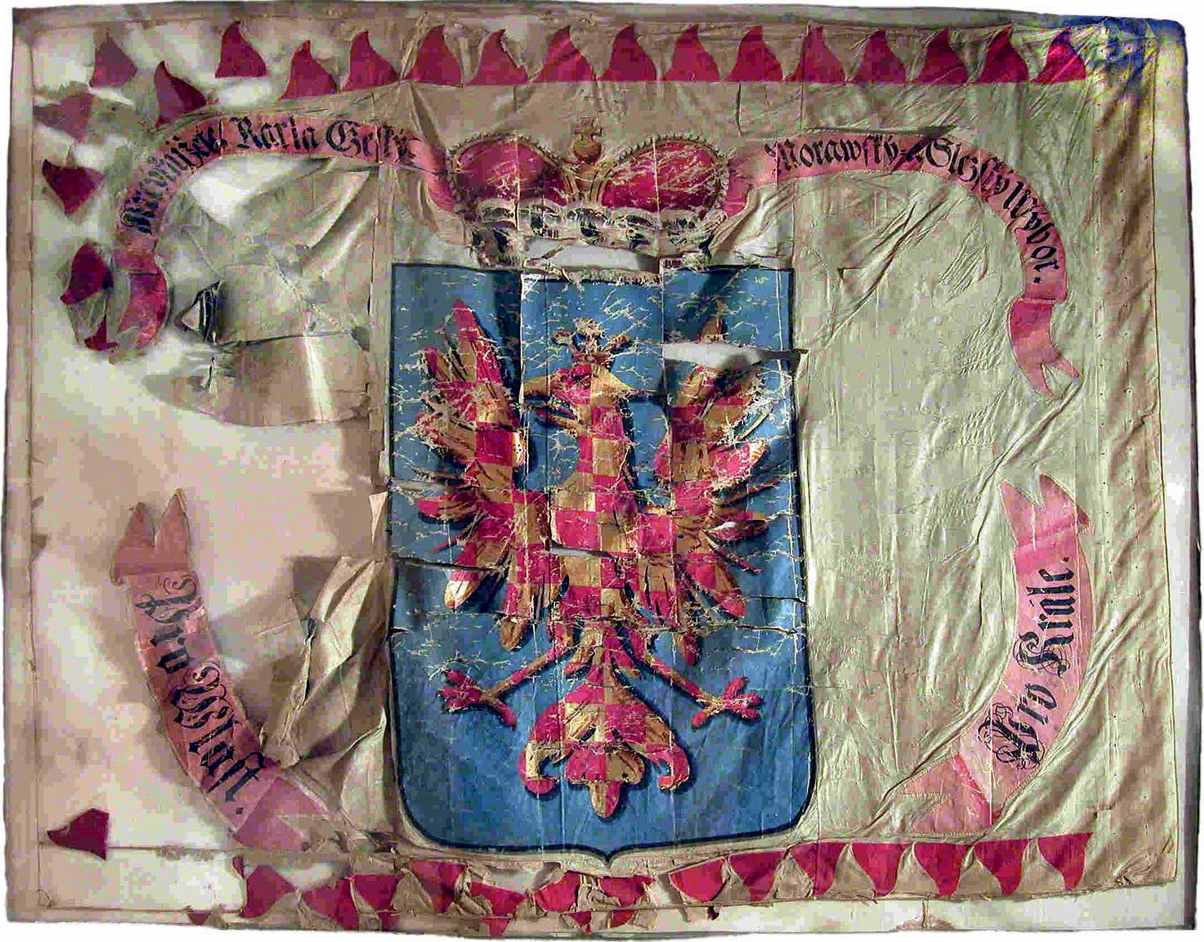
Prapor Legie arcivévody Karla (rok 1800). Bílá pole šachování moravské orlice na rubu praporu byla upravena – změněna na žlutá, na jaře roku 1848.

Na zástavě jednoho z moravských praporů Legie arcivévody Karla z roku 1800 se v dochované podobě nachází na bílém listu praporu červenožlutě šachovaná orlice s červenožlutě šachovanou zbrojí na modrém štítu. Na praporu je ještě koruna nad štítem, růžové stuhy a list praporu je při okrajích nahoře i dole sledován řadou červených trojúhelníků.
Legie byla součástí moravské zemské domobrany, nikoliv ale rakouské císařské armády. František Pícha přináší informaci o tom, že původně bílá pole moravských šachovaných orlic byla na jaře 1848 před předáním třem brněnským batalionům národní gardy v dubnu 1848, a dále pak jihlavskému, olomouckému a hradišťskému batalionu národní gardy na šesti praporech nacházejících se v zasedací místnosti moravského zemského sněmu v Brně upravena. Úprava, kterou provedl malíř písma a znaků Josef Wattrich, spočívala v jejich pozlacení. Historické prapory byly ve sněmovním sále trvale vystaveny na základě rozhodnutí moravského sněmu v roce 1801. Historické prapory, mezi nimiž byly jistě i prapory moravských pěších batalionů Česko-moravsko-slezské legie zřízené v roce 1800 měly připomínat historii stavovských dobrovolnických sborů a jejich vlasteneckou příchylnost k Rakouskému domu.